# John Hilton (Footballspieler)
John Hilton (* 12. März 1942 in Albany, New York; † 2. Februar 2017) war ein American-Football-Spieler auf der Position des Tight Ends. Er spielte für die Pittsburgh Steelers, Green Bay Packers, Minnesota Vikings und die Detroit Lions in der National Football League (NFL).

## Frühe Jahre
Hilton spielte College Football an der University of Richmond.

## NFL
Hilton wurde im NFL-Draft 1964 in der 6. Runde an 76. Stelle von des Detroit Lions ausgewählt, für die er jedoch zunächst kein Spiel bestritt. Sein erstes NFL-Spiel absolvierte im Jahr 1965 für die Pittsburgh Steelers. 1970 wechselte er zu den Green Bay Packers, 1971 zu den Minnesota Vikings. 1972 und 1973 spielte er, bevor er sein NFL-Karriereende bekannt gab, noch zwei Jahre für die Detroit Lions. Insgesamt erzielte er in seiner Karriere 16 Touchdowns in der NFL.

## WFL
1974 spielte Hilton noch eine Saison bei den Florida Blazers in der World Football League.

## Persönliches
Hilton litt bis zu seinem Tod am 2. Februar 2017 an Alzheimer.